# Aleksandr Ianoutov
Aleksandr Pavlovitch Ianoutov (en russe : Александр Павлович Янутов) est un joueur russe de volley-ball né le 29 juin 1983 à Sourgout (Khantys-Mansis, alors en URSS). Il mesure 1,95 m et joue libero. Il est international russe.

## Clubs
| Club                     | De        | À         |
| ------------------------ | --------- | --------- |
| Samotlor Nijnievartovsk  | 2001-2002 | 2005-2006 |
| Gazprom-Iourga Sourgout  | 2006-2007 | 2009-2010 |
| Dinamo Krasnodar         | 2010-2011 | 2012-2013 |
| Goubernia Nijni Novgorod | 2013-2014 | ...       |

## Palmarès
- Coupe de la CEV (1)
  - Finaliste : 2014